# Jamie Chung
Jamie Jilynn Chung (San Francisco, California, 10 de abril de 1983) es una actriz estadounidense de cine y televisión de origen surcoreano. Se dio a conocer en el programa The Real World (2004), pero obtuvo mayor reconocimiento por haber interpretado a Chi-Chi, en Dragonball Evolution y por su participación en las películas Sorority Row (2009), Grown Ups (2010) o Big Hero 6 (2014), entre otros.

## Biografía
Chung es hija de surcoreanos de segunda generación, nacida y criada por sus padres en San Francisco. Con el tiempo, fue miembro de The Real World: San Diego, en la decimocuarta temporada del programa de televisión de MTV, The Real World, que se estrenó en 2004. Después de su aparición en el programa, participó en su spin-off, Real World: Road Rules Challenge.
En los siguientes años, comenzó a participar en series como Veronica Mars, CSI: Nueva York y Grey's Anatomy con papeles episódicos y fue elegida para la película de acción real Dragonball Evolution. También fue la antagonista en la película de Disney Channel Princess Protection Program y protagonista en la cinta de terror Sorority Row (2009). Durante 2008 tuvo un papel principal en la serie Samurai Girl como Heaven, una serie de seis episodios donde una joven de diecinueve años descubre que su padre es líder de un clan yakuza.
En 2010 hace de hija de Rob Schneider en Grown Ups. En el 2011 actúa como Amber en Sucker Punch y como Lauren en la película de comedia The Hangover Part II, en la que volvió a participar en su tercera entrega The Hangover Part III. Un año más tarde protagonizó la película independiente Edén, por la que obtuvo buenas críticas.
En 2014 puso voz para la película animada de Walt Disney Animation Studios Big Hero 6 como GoGo Tomago. Ese mismo año interpretó a Miho en la película de acción Sin City: A Dame to Kill For. Durante esos años, también interpretó regularmente a Mulan en la serie Once Upon a Time.

## Vida personal

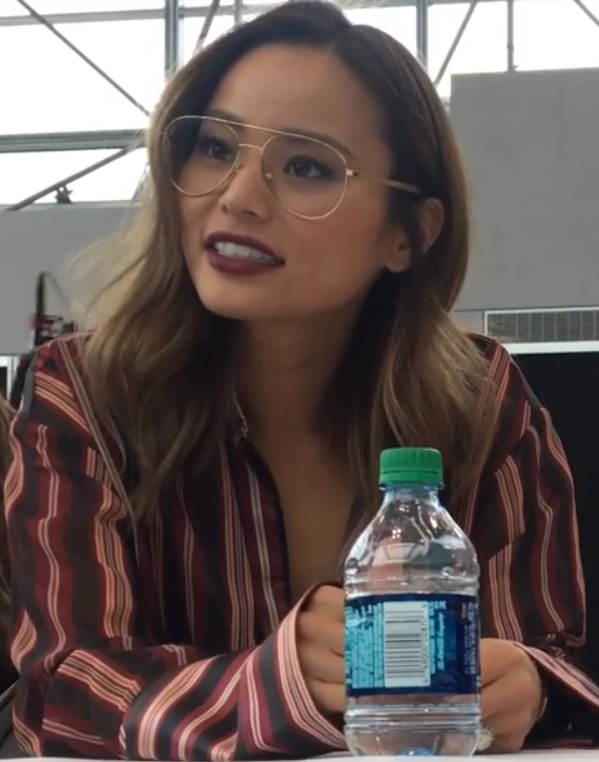
La actriz estadounidense Jamie Chung de The Gifted, entrevistada por Geeks of Doom en la Comic Con de Nueva York de 2017

Comenzó a salir con al actor Bryan Greenberg a principios de 2012 y se comprometieron en diciembre de 2013. Se casaron en octubre de 2015 en el resort El Capitán Canyon en Santa Bárbara, California. La boda tuvo una duración de tres días, coincidiendo con Halloween, día en el que se le pidió a los invitados que llevaran disfraces. En octubre de 2021 hicieron público que habían sido padres de gemelos.

## Filmografía

### Películas
| Año  | Título                            | Personaje        | Notas             |
| ---- | --------------------------------- | ---------------- | ----------------- |
| 2007 | I Now Pronounce You Chuck & Larry | Chica sexy       |                   |
| 2009 | Sorority Row                      | Claire Wen       |                   |
| 2009 | Dragon Ball Evolution             | Chi-Chi          |                   |
| 2009 | Burning Palms                     | Ginny Bai        |                   |
| 2010 | Grown Ups                         | Amber Hilliard   |                   |
| 2011 | The Hangover Part II              | Lauren Price     |                   |
| 2011 | Sucker Punch                      | Amber            |                   |
| 2012 | Premium Rush                      | Nima             |                   |
| 2012 | Eden                              | Hyun Jae «Eden»  |                   |
| 2012 | El hombre de los puños de hierro  | Lady Silk        |                   |
| 2012 | Knife Fight                       | Kerstin Rhee     |                   |
| 2013 | The Hangover Part III             | Lauren Price     |                   |
| 2014 | Rudderless                        | Lisa Martin      |                   |
| 2014 | Big Hero 6                        | GoGo Tomago      | Voz               |
| 2014 | Sin City: A Dame to Kill For      | Miho             |                   |
| 2014 | Bad Johnson                       | Jamie            |                   |
| 2014 | Flight 7500                       | Suzy Lee         |                   |
| 2015 | Already Tomorrow in Hong Kong     | Ruby Lin         |                   |
| 2015 | A Year and Change                 | Pam              |                   |
| 2016 | Flock of Dudes                    | Katherine        |                   |
| 2016 | Office Christmas Party            | Meghan           |                   |
| 2017 | Band Aid                          | Cassandra Diabla |                   |
| 2018 | 1985                              | Carly            |                   |
| 2019 | DC Showcase: Death                | Muerte           | Voz, cortometraje |
| 2020 | Dangerous Lies                    | Julia Byron-Kim  |                   |
| 2021 | Batman: Soul of the Dragon        | Jade Nguyen      | Voz               |
| 2021 | The Misfits                       | Violet           |                   |
| 2023 | Justice League - Part 1           | Black Canary     | Voz               |
| 2024 | Junction                          | Katie            |                   |
| 2024 | Reunion                           | Jasmine Park     |                   |

### Televisión
| Año       | Título                                           | Personaje                               | Notas                           |
| --------- | ------------------------------------------------ | --------------------------------------- | ------------------------------- |
| 2004      | The Real World: San Diego                        | Ella misma                              | Protagonista del reality        |
| 2005      | Real World/ Road Rules Challenge: El Infierno II | Ella misma                              | Ganadora del reality            |
| 2006      | Veronica Mars                                    | Bailarina                               | 1 episodio                      |
| 2007      | Urgencias                                        | Jin Kim                                 | 1 episodio                      |
| 2007      | Days of Our Lives                                | Cordy Han                               | 10 episodios                    |
| 2007      | CSI: Nueva York                                  | Misty                                   | 1 episodio                      |
| 2007      | Katrina                                          | Ella                                    | Película de televisión          |
| 2007–2008 | Greek                                            | Siena                                   | 3 episodios                     |
| 2008      | Samurai Girl                                     | Heaven Kogo                             | Protagonista; 6 episodios       |
| 2009      | Castle                                           | Romy Lee                                | 1 episodio                      |
| 2009      | Princess Protection Program                      | Chelsea                                 | Película de televisión          |
| 2010      | Grey's Anatomy                                   | Trina Paiz                              | 1 episodio                      |
| 2012–2013 | Érase una vez                                    | Mulán                                   | Elenco recurrente; 12 episodios |
| 2016      | Érase una vez                                    | Mulán                                   | Elenco recurrente; 12 episodios |
| 2012      | The Asset                                        | May Kent                                | Película de televisión          |
| 2014      | Believe                                          | Janice Channing                         | Elenco principal; 13 episodios  |
| 2015      | Resident Advisors                                | Olivia Blunt                            | Elenco principal; 7 episodios   |
| 2016      | Gotham                                           | Valerie Vale                            | Elenco recurrente; 6 episodios  |
| 2017–2021 | Big Hero 6: The Series                           | GoGo Tomago                             | Voz - elenco principal          |
| 2017–2019 | The Gifted                                       | Clarice Fong / Clarice Ferguson / Blink | Elenco principal; 29 episodios  |
| 2020      | This is Us                                       | Ava                                     | 1 episodio                      |
| 2021–2022 | Dexter: New Blood                                | Molly Park                              | Elenco recurrente; 7 episodios  |
| 2023      | Succession                                       | Beth                                    | 1 episodio                      |